# Władysław Bohuszewicz
Władysław Bohuszewicz (ur. 7 grudnia 1897 w Warszawie, zm. 21 marca 1956 w Londynie) – pułkownik dyplomowany obserwator Wojska Polskiego, kawaler Orderu Virtuti Militari.

## Życiorys
Syn Jana i Marii z Garlickich. W 1915 roku ukończył Szkołę Realną Stowarzyszenia Techników im. Stanisława Staszica w Warszawie, a następnie rozpoczął studia w Niżnym Nowogrodzie. Po wybuchu I wojny światowej został w 1916 roku powołany do odbycia służby w armii rosyjskiej. Otrzymał przydział do szkoły chorążych w Moskwie, po jej ukończeniu w 1918 roku rozpoczął studia na Politechnice Warszawskiej na Wydziale Inżynierii.
17 grudnia 1918 roku zgłosił się do służby w odrodzonym Wojsku Polskim. W marcu 1920 roku został skierowany do Oficerskiej Szkoły Obserwatorów Lotniczych w Toruniu, który ukończył w lipcu z drugą lokatą. Następnie otrzymał przydział do 9. eskadry wywiadowczej, gdzie służył jako obserwator i adiutant podczas wojny polsko-bolszewickiej.
Podczas bitwy warszawskiej wyróżnił się 15 sierpnia 1920 roku, w załodze z sierż. Józefem Żuromskim, podczas ataków szturmowych na pozycje oddziałów Armii Czerwonej pod Radzyminem. 11 października, również w załodze z sierż. Żuromskim, odbył długotrwały lot w celu odnalezienia odciętej 1 Dywizji Jazdy gen. Juliusza Rómmla działającej na tyłach wroga. Dzięki ich determinacji udało się odnaleźć polskie oddziały i przekazać im rozkazy dowództwa. Tego samego dnia brał udział w atakach na pozycje nieprzyjaciela czym przyczynił się do powrotu polskich oddziałów poza linię demarkacyjną.
Po zakończeniu działań wojennych pozostał w Wojsku Polskim, od 25 grudnia 1920 do 5 marca 1921 roku służył jako instruktor w Oficerskiej Szkole Obserwatorów Lotniczych w Toruniu. Od maja 1921 do 26 marca 1923 roku służył jako aerofotogrametrysta w Mieszanej Komisji Granicznej na Wschodzie, której celem było wytyczenie w terenie granicy pomiędzy II Rzeczpospolitą a Związkiem Socjalistycznych Republik Radzieckich. Następnie służył w Wojskowym Instytucie Geograficznym oraz w Oficerskiej Szkole Topografów. W sierpniu 1925 został przeniesiony z korpusu oficerów geografów do korpusu oficerów aeronautycznych z równoczesnym wcieleniem do 1 pułku lotniczego. Od czerwca 1926 do października 1928 roku uczył się w Wyższej Szkole Wojennej w Warszawie. 
Od grudnia 1928 roku pracował w Oddziale III Sztabu Głównego na stanowisku referenta lotnictwa i sekretarza Rady Instytutu Przeciwgazowego. W 1930 roku odbył dwumiesięczny staż do Francji. Po powrocie do kraju w latach 1931–1932 dowodził eskadrą szkolną 2. pułku lotniczego, następnie w latach 1933–1934 był dowódcą 22. eskadry lotniczej. W październiku 1934 roku objął stanowisko dowódcy 26. eskadry towarzyszącej, później został dowódcą II dywizjonu liniowego. 27 czerwca 1935 roku został mianowany majorem ze starszeństwem z 1 stycznia 1935 roku i 15. lokatą w korpusie oficerów aeronautyki. Na stopień podpułkownika został mianowany ze starszeństwem z 19 marca 1939 i 19. lokatą w korpusie oficerów lotnictwa, grupa liniowa. W tym samym miesiącu pełnił służbę w Dowództwie Lotnictwa Ministerstwa Spraw Wojskowych na stanowisku szefa Wydziału Technicznego. W sierpniu 1939 został przydzielony do Sztabu Naczelnego Dowódcy Lotnictwa i OPL na stanowisko szefa wydziału zaopatrzenia. 
Po kampanii wrześniowej przedostał się do Wielkiej Brytanii, gdzie wstąpił do RAF. Otrzymał numer służbowy P-1474. W listopadzie 1940 roku objął stanowisko kierownika Wydziału Technicznego Inspektoratu Polskich Sił Powietrznych w Wielkiej Brytanii i pełnił tę funkcję do 1941 roku. W 1942 roku został szefem Wydziału Studiów Operacyjnych Inspektoratu PSP. W lutym 1944 roku objął stanowisko Szefa Gabinetu Naczelnego Wodza.
Po zakończeniu II wojny światowej nie zdecydował się na powrót do Polski. Pozostał na emigracji w Wielkiej Brytanii, zmarł w 1956 roku w Londynie. Pochowany na Rowan Road - Streatham Park Cemetery.

## Ordery i odznaczenia
- Krzyż Srebrny Orderu Wojskowego Virtuti Militari nr 8111 (27 lipca 1922)[19]
- Złoty Krzyż Zasługi (10 listopada 1938) „za zasługi w służbie wojskowej”[20][14]
- Medal Niepodległości (9 listopada 1933)[21]
- Srebrny Krzyż Zasługi (16 marca 1933)[22]
- Polowa Odznaka Obserwatora nr 40 (11 listopada 1928) „za loty bojowe nad nieprzyjacielem w czasie wojny 1918–1920”[23]
- Medal Lotniczy (czterokrotnie)
- Medal Zwycięstwa (międzysojuszniczy)
- łotewska odznaka lotnicza